# قانون التسعة لوالس
قانون التسعة لوالس (بالإنجليزية: Wallace rule of nines)‏ هو أداة تستخدم في طب الطوارئ لتقدير إجمالي مساحة الجسم المتضررة من الحرق. بالإضافة إلى تحديد شدة الحروق، فإن قياس مساحة سطح الحروق يعتبر هامًا جدًا لتقدير متطلبات المريض من السوائل المفقودة اللازم تعويضها وتحديد معايير دخول المستشفى.
وضع قاعدة اتسعات لوالاس بولاسكي وتينيسون في عام 1947، ونشرها أب والاس في عام 1951.
تستخدم قاعدة والاس نسبًا تقديرية لتحديد مساحة الجسم المتضررة من الحرق، اعتمادًا على أجزاء الجسم المختلقة كما يلي:
| أجزاء الجسم   | المساحة الكلية للجسم | المساحة الكلية للجسم |
| أجزاء الجسم   | البالغون             | الأطفال              |
| الذراع الأيسر | 9%                   | 9%                   |
| الذراع الأيمن | 9%                   | 9%                   |
| الرأس         | 9%                   | 18%                  |
| الصدر         | 9%                   | 9%                   |
| البطن         | 9%                   | 9%                   |
| الظهر         | 18%                  | 18%                  |
| الساق اليسرى  | 18%                  | 13.5%                |
| السق اليمنى   | 18%                  | 13.5%                |
| العانة        | 1%                   | 1%                   |

يسمح هذا للطبيب في حالات الطوارئ الحصول على تقدير سريع لمساحة الجسم المتضررة من الحرق. على سبيل المثال، إذا تم حرق ظهر المريض (18٪) والساق اليسرى بأكملها (18٪)، فإن هذا يمثل حوالي 36٪ من مساحة الجسم الكلية للمريض. يتم تحديد مساحة الجسم المتضررة من الحرق، اعتمادًا على أجزاء الجسم المختلقة. لذلك، على سبيل المثال، إذا تم حرق نصف ساق المريض اليسرى، فإنه سيتم احتساب نسبة 9٪ (نصف المساحة السطحية الإجمالية للساق). وهكذا، إذا تم حرق ظهر المريض (18٪)، فإن هذا يمثل حوالي 27%.من مساحة الجسم الكلية للمريض.

## الدقة

تستخدم قاعدة والاس نسبًا تقدريرية لتحديد مساحة الجسم المتضررة من الحرق، اعتمادًا على أجزاء الجسم المختلقة كما هو موضح بالصورة.

أثارت بعض الدراسات مخاوف بشأن دقة دقة قاعدة والاس للتسعات مع مرضى السمنة، مشيرين إلى أن «المساهمة النسبية لمختلف شرائح الجسم الرئيسية إلى إجمالي مساحة الجسم تتغير في حالات السمنة». وجدت إحدى الدراسات أن دقة القاعدة قد تكون «معقولة» للمرضى الذين يصل وزنهم إلى 80 كجم، ولكنها اقترح «قاعدة الخمسات» الجديدة للمرضى الذين يتجاوز وزنهم هذا الوزن:
- 5% من مساحة سطح الجسم لكل ذراع.
- 20% لكل ساق.
- 50% للجذع.
- 2% للرأس.

وقد وجدت دراسات أخرى أن قاعدة التسعات تميل إلى الإفراط في تقدير إجمالي مساحة الحرق، وأن التقييمات يمكن أن تكون ذاتية، ولكن يمكن تنفيذها بسرعة وسهولة، كما أنها تقدم تقديرات معقولة للتعامل الأولي للحروق.
صُممت قاعدة التسعات خصيصًا للمرضى البالغين. وتعتبر أقل دقة في الأطفال الصغار بسبب رؤوسهم الأكبر نسبيًا والكتلة الأصغر في الساقين والفخذين، على الرغم من وجود دراسة واحدة تؤكد أنها لم تكن دقيقة بالنسبة لصغار الحجم الذين يصل وزنهم إلى 10 كجم. ومن أجل حساب الاختلافات النسبية للأطفال، اقترحت «قاعدة التسعات للأطفال». إذ يتم تعيين 18% من مساحة سطح الجسم للرأس و13.5% لكل ساق، بينما تحتفظ باقي أجزاء الجسم بنفس النسب المتواجدة في قاعدة التسعات للبالغين.